# Torre del Ricco
Torre del Ricco o Torre del Riccio è una torre costiera del Salento situata nel comune di Corsano. Posta a 62 m s.l.m., sorge nei pressi della strada litoranea, su un tratto di scogliera a strapiombo sul mare, in corrispondenza dell'omonimo canalone.

## Storia e struttura
La torre fu edificata tra il 1563, data delle istruzioni del viceré duca di Alcalá de los Gazules don Pedro Afán de Ribera, e il 1569 come opera di fortificazione voluta da Carlo V per difendere il territorio salentino dagli attacchi dei Saraceni. Della struttura rimangono soltanto i ruderi ad eccezione di una parte del basamento in pietrame irregolare e terra rossa. È anche conosciuta con il nome di Torre dello Rio o di Cala del Rio.
Comunicava a nord con Torre Specchia Grande e a sud con Torre di Porto Novaglie.